# Чакона Витали

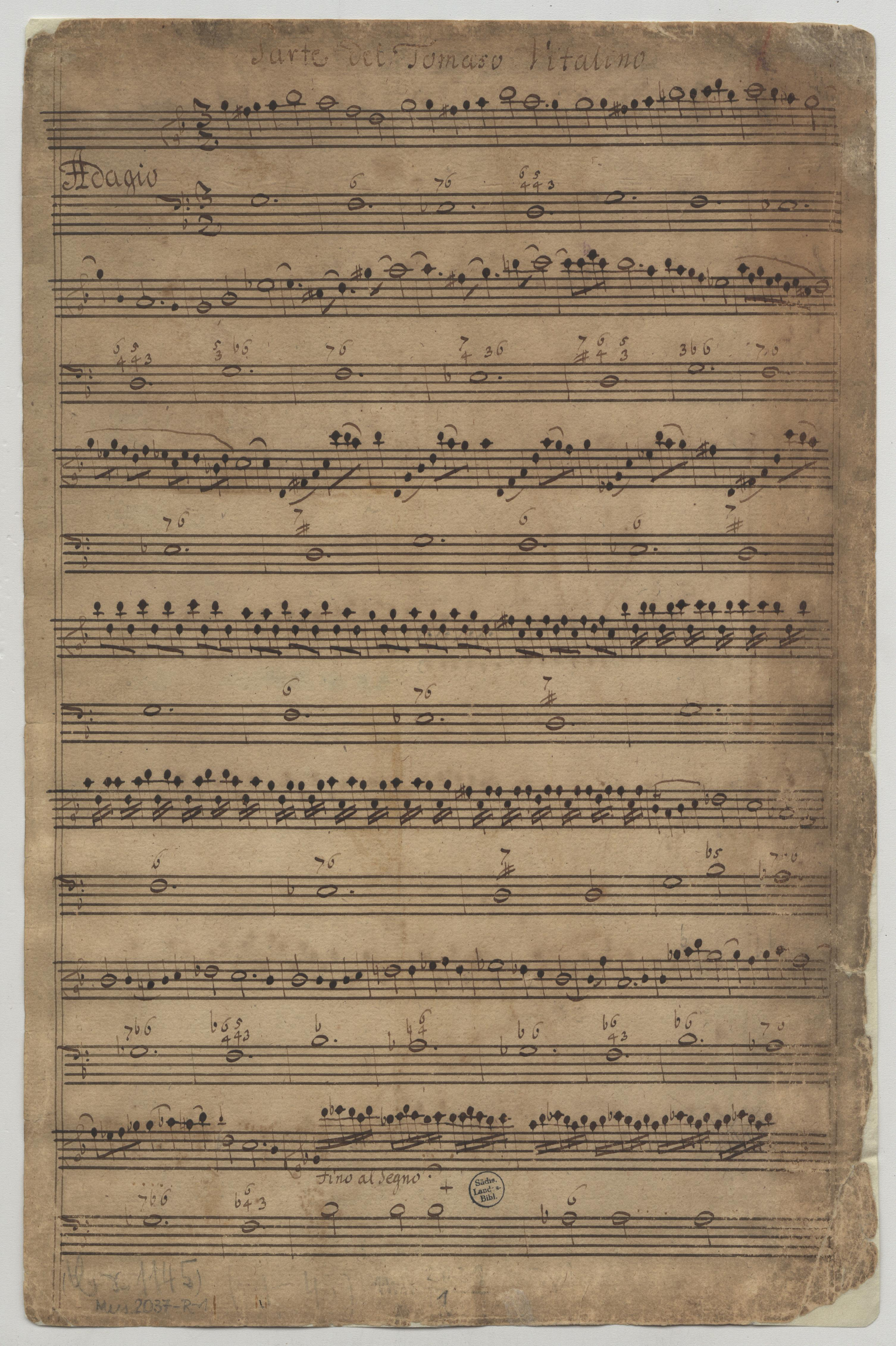
Первая страница рукописи чаконы

Чакона Витали — музыкальное произведение вариационной формы (чакона), приписываемое итальянскому композитору Томазо Антонио Витали (1663—1745). Средняя продолжительность 10-12 минут.

## Проблема авторства
Это сочинение в редакции для скрипки и клавира было впервые опубликовано скрипачом и композитором Фердинандом Давидом во втором томе сборника «Высшая школа скрипичной игры» (нем. Die Hohe Schule des Violinspiels; 1872), включавшего различные обработки малоизвестной в его время барочной музыки. Стилистически пьеса из сборника Давида заметно отличается от других произведений Витали, републикованных позднее, — особенно в отношении весьма необычной (хотя и не вовсе беспрецедентной) последовательности тональностей: начальный соль минор по мере варьирования переходит в си-бемоль минор, ля минор и даже ми-бемоль мажор.
В XX веке несоответствие стиля вызвало у специалистов предположение, что Чакона Витали представляет собой оригинальное сочинение Давида: начиная с 1954 г. появился ряд статей, ставящих авторство Витали под сомнение. Однако затем в Саксонской земельной библиотеке в Дрездене, унаследовавшей собрание Саксонской королевской библиотеки, к которому обращался Давид, были обнаружены и в 1980 г. опубликованы ноты, на которых основано опубликованное Давидом сочинение, — не автограф Витали (по-прежнему не найденный), а немецкая копия первой половины XVIII века. Оригинальная версия произведения несколько длиннее, чем известная обработка Давида. Автором пьесы в найденной рукописи значится Томазо Виталино (итал. Tomaso Vitalino). Как сообщает Эндрю Манце, две последние буквы были приписаны к фамилии позднее; эта приписка (уменьшительный суффикс), по мнению разных специалистов, должна была либо отличать Томазо Витали от его отца, известного композитора Джованни Батиста Витали, либо, напротив, указывать на авторство сына и полного тёзки Витали, известного как Антонио Витали (1690—1768), либо, наконец, сигнализировать о том, что пьеса представляет собой подражание Витали и ему самому не принадлежит. Название пьесы было прочитано первопубликатором рукописи Вольфгангом Райхом как Parte (с итал. — «части» — в значении «вариации») — по мнению позднейших исследователей, это чтение ошибочно, а в действительности произведение озаглавлено «Сочинение Томазо Витали-младшего» (итал. L'arte di Tomaso Vitalino). Таким образом, совершенной ясности по поводу первоначального авторства пьесы нет, но некий оригинал, ориентировочно датируемый началом XVIII века, определённо существует.

## Транскрипции и обработки
Фердинанд Давид от себя дал пьесе название «Чакона», сократил и переделал её в романтическом стиле, а партию клавира, по сути, написал заново. Дальнейшие видоизменения внёс своей транскрипцией (1909) Леопольд Шарлье, усиливший виртуозный характер обеих партий и поменявший местами несколько вариаций, чтобы степень технической сложности постепенно возрастала по ходу сочинения. Преимущественно исполняются и записываются эти две редакции.
Наиболее известные оркестровки Чаконы принадлежат Отторино Респиги (1908) и тому же Шарлье (1933). Кроме того, есть оркестровки Альфонса Дипенброка (скрипка и камерный оркестр), Марка Оливье Дюпена (скрипка и струнный оркестр), Альфреда Эйкона и Гвидо Фарина (обе — для оркестра без солирующего инструмента).
Луиджи Сильва и Эдмунд Курц осуществили переложения Чаконы для виолончели и фортепиано, Фридрих Херман — для альта и фортепиано.

## Исполнители
Чакона входила и входит в репертуар выдающихся исполнителей. Яша Хейфец 27 октября 1917 года в Карнеги-холле открыл Чаконой Витали (в оркестровке Респиги) свой первый концерт в США. Сохранились записи Чаконы, осуществлённые Натаном Мильштейном, Зино Франческатти, Жаком Тибо, Давидом Ойстрахом. Одним из первых исполнителей, сделавших аудиозапись произведения по рукописи XVIII века, был Эдуард Мелькус.